# Mistrovice
Mistrovice är en ort i Tjeckien.   Den ligger i regionen Pardubice, i den östra delen av landet, 150 km öster om huvudstaden Prag. Mistrovice ligger 471 meter över havet och antalet invånare är 577.
Terrängen runt Mistrovice är varierad. Runt Mistrovice är det ganska tätbefolkat, med 139 invånare per kvadratkilometer. Närmaste större samhälle är Česká Třebová, 16,1 km sydväst om Mistrovice. Omgivningarna runt Mistrovice är en mosaik av jordbruksmark och naturlig växtlighet.